# La Peine du talion
La Peine du talion est un drame-vaudeville en 3 actes d'Eugène Labiche, représenté pour la 1re fois à Paris sur le Théâtre du Luxembourg en juin 1839. Collaborateurs Auguste Lefranc et Marc-Michel sous le pseudonyme collectif de Paul Dandré. Cette pièce ne fut pas imprimée.
Ces trois auteurs poursuivaient leur entreprise de création de pièces de théâtre, en favorisant plutôt le drame (jusque-là trois drames pour une comédie). Ici ils créaient même un genre nouveau : le drame-vaudeville. Ce sera leur dernière tentative dans ce genre. Par la suite, Labiche se spécialisera dans le comique sous toutes ses formes : pochade, vaudeville, comédie, farce, folie, etc.